# Ото Делиус
Ото Делиус или доктор Ото Делиус е оперативното име на Ото Вагнер, известен още с оперативните имена доктор Фрей, Куно, Кара и др.
Той е началник на резидентура „Чужбина“ на Абвера в Царство България по време на Втората световна война. Официално е назначен за германски търговски аташе в България, а реално ръководи резидентурата на Абвера в страната, като служебното му положение отговаря на длъжността командир на полк, а военното му звание е майор. Седалището в София, откъдето Ото Вагнер ръководи оперативните мероприятия на Абвера в България, става известно като „Бюро Доктор Делиус“.

## Биография
От 1936 до 1939 г. работи в териториалното подразделение на Абвера в Саарбрюкен. През 1940 г. е назначен за началник реферантура „Ост“ („Изток“), група ЗФ в управление „Чужбина“, чието основно задължение е извършването на разузнавателни операции срещу СССР, някои от страните на Балканите и Близкия изток. През същата 1940 г. е акредитиран от Министерството на външните работи и изповеданията на Германия като германски търговски аташе в България, като е отбелязано, че е роден на 12 февруари 1896 г. във Фрайбург. С донесение от 12 май 1941 г. Ото Вагнер се представя на българските си партньори – на новия началник на Разузнавателното отделение към щаба на войската (РО-ЩВ) подполковник Никола Костов.

## Успехи
Ото Вагнер е в основата на разгрома на агентурната мрежа на британското разузнаване (МИ6, Secret Intelligence Service – SIS или MI6) в България в годините на Втората световна война. Агентурната мрежа на британското разузнаване в България е свързана с политическите партии БЗНС Александър Стамболийски, БЗНС Пладне и ВМРО (протогерововисти).
Обезвредена е особено опасната група на Георги Вълков, като за шпионаж от Военния съд са осъдени на смърт 3 лица – Емил Стратев, Георги Вълков и брат му Васил Вълков, като първите двама са обесени на 10 април 1942 г. в Софийския затвор. 